# Hermann Hintermeister

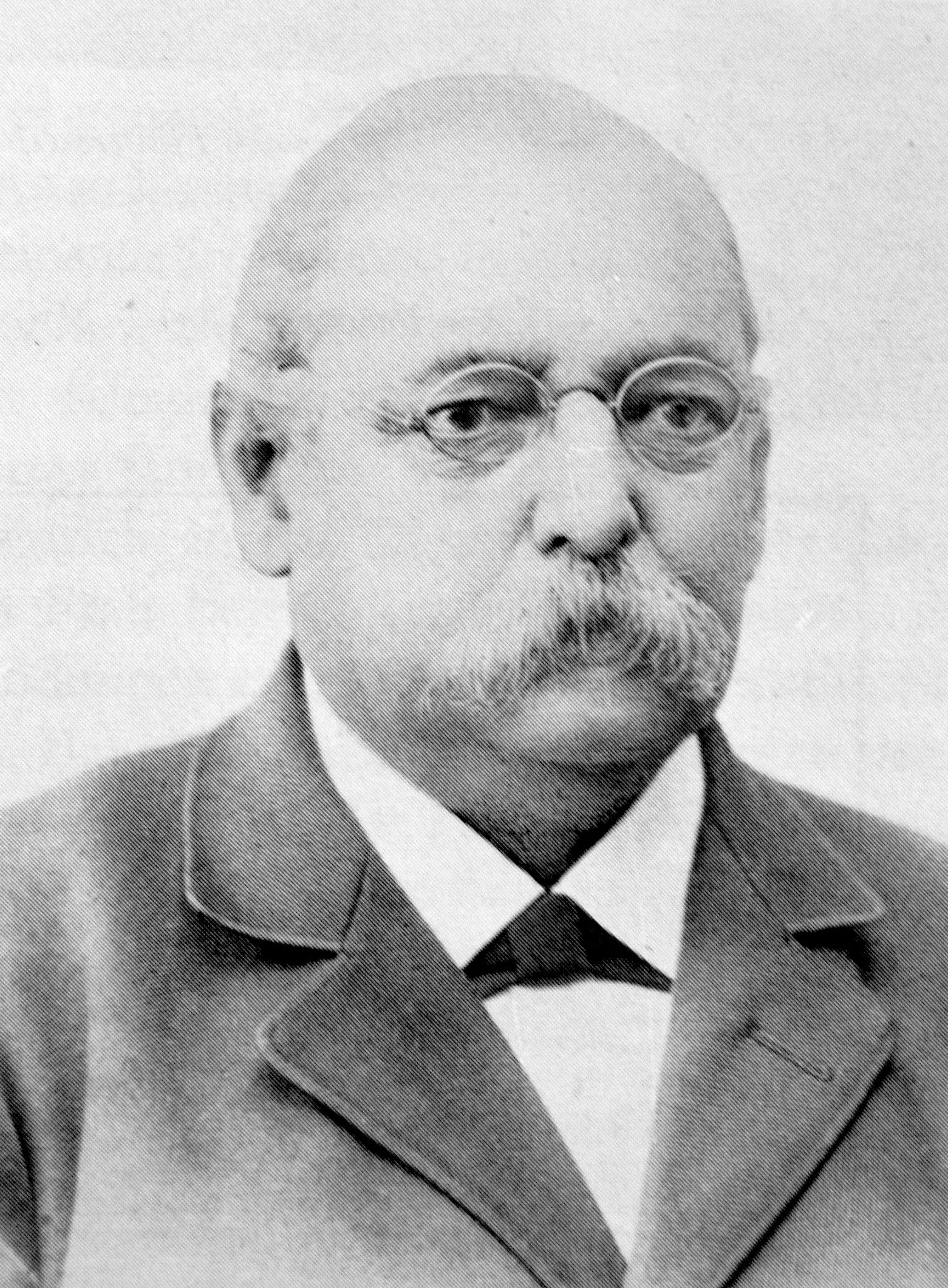
C. Hermann Hintermeister

Caspar Hermann Hintermeister-Forster (* 12. Dezember 1838 in Schwamendingen; † 10. Juni 1901 in Küsnacht; heimatberechtigt ab 1888 in Küsnacht) war ein Schweizer Unternehmer und Gründer der Firma H. Hintermeister, Fabrik für chemische Reinigung der heutigen Terlinden Textilpflege.

## Leben
Hintermeister wurde 1838 in einfachen Verhältnissen in Schwamendingen geboren. Er war der Sohn von Hans Georg Hintermeister. Die Familie stammte ursprünglich aus Schwamendingen bei Zürich, wo er bis 1888 heimatberechtigt war. Nach den öffentlichen Schulen absolvierte er eine Lehrzeit als Kolorist in der Foulard Druckerei Schmid in Thalwil. 1862–1866 waltete er mit seinem Schwiegervater Jakob Forster als Färbermeister in der Firma Schiess in Äschbach bei Lindau am Bodensee.
1867–1868 erfolgte die Begründung einer eigenen Fabrik für chemische Reinigung, der heutigen Terlinden Textilpflege. Seine Tochter Dorothea Bertha Hintermeister (1858–1938) heiratete Emil Heinrich Johann Terlinden (1858–1928), welcher der Firma ihren heutigen Namen gab.